# Prueba de la plaza pública

## Prueba de la Plaza Pública
El Town Square Test (en español, Prueba de la Plaza Pública) es un criterio conceptual propuesto por el disidente soviético y político israelí Natan Sharansky para evaluar el nivel de libertad en una sociedad. Fue formulado en su libro The Case for Democracy: The Power of Freedom to Overcome Tyranny and Terror (2006), coescrito con Ron Dermer.
Sharansky plantea que:
"El verdadero test para saber si una sociedad es libre es el 'town square test': ¿Puede una persona caminar hasta la plaza del pueblo y expresar sus opiniones sin miedo a ser arrestada, encarcelada o herida físicamente?"
— Sharansky & Dermer (2004, p. 41)
El test no pretende ser una herramienta jurídica, sino un indicador simbólico y ético-político de si una sociedad protege efectivamente la libertad de expresión y la disidencia. Según Sharansky, si una persona teme represalias estatales por expresar una opinión crítica en un espacio público central, entonces vive en una "sociedad del miedo", no en una sociedad libre.

## Aplicaciones e impacto
El Town Square Test ha sido citado como referencia en discursos políticos, especialmente durante la presidencia de George W. Bush, para justificar el apoyo a reformas democráticas en regímenes autoritarios. También ha sido discutido en medios internacionales, organismos de derechos humanos y estudios sobre libertad política.
Este concepto se ha comparado informalmente con las ideas de otros disidentes como Aleksandr Solzhenitsyn, aunque el test formal fue formulado por Sharansky.

## Luis Robles Elizástigui y el "Town Square Test" de Natán Sharanski
Luis Robles Elizástigui, conocido como "el Joven del Cartel", es un ciudadano cubano cuyo arresto en diciembre de 2020 ejemplifica claramente el "Town Square Test" formulado por Natan Sharansky. Este concepto establece que una sociedad puede considerarse libre únicamente si cualquier persona puede expresar sus opiniones políticas en la plaza pública sin temor a represalias o persecución. 
El 4 de diciembre de 2020, Robles salió al bulevar de San Rafael, en La Habana, portando pacíficamente un cartel con mensajes como "Libertad" y "No más represión". Fue arrestado inmediatamente, acusado de "propaganda enemiga" y condenado posteriormente a cinco años de prisión. Su caso recibió atención internacional, incluyendo la declaración oficial del Grupo de Trabajo sobre Detención Arbitraria de la ONU que calificó su encarcelamiento como arbitrario.

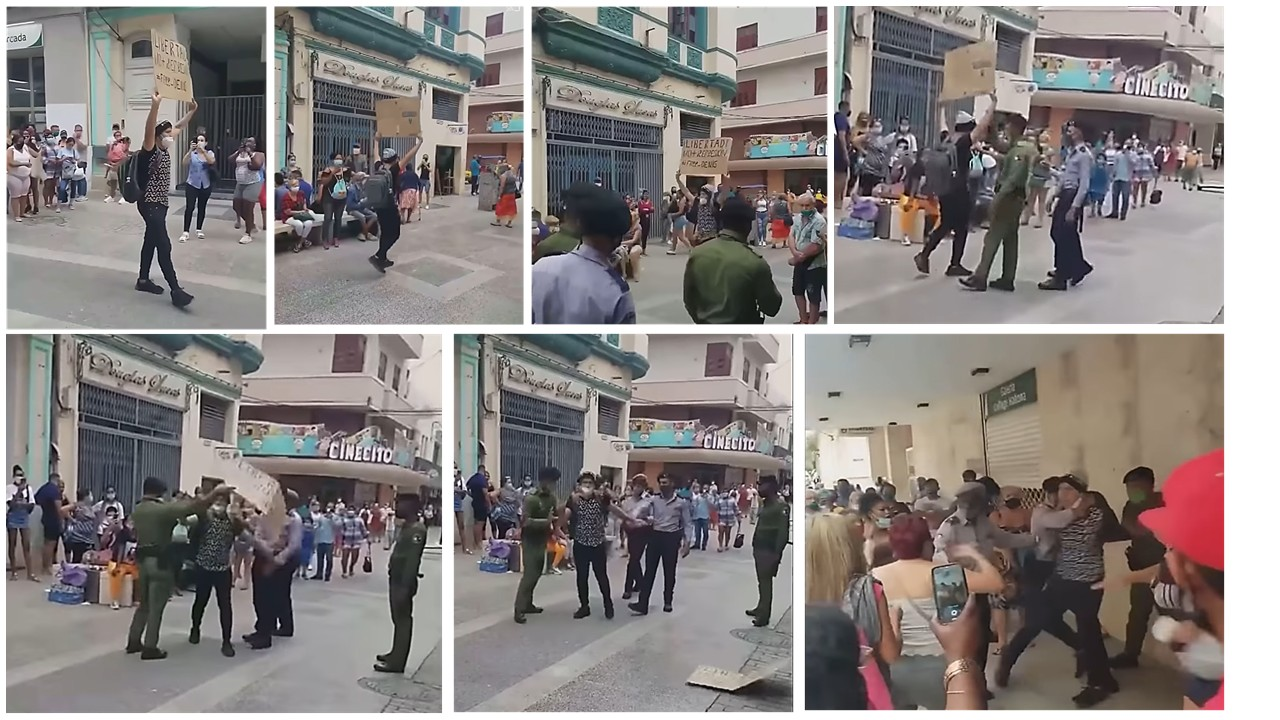
Capturas de la escena donde es detenido arbitrariamente Luis Robles Elizástigui

Durante su arresto, captado en la grabación, no ofrece resistencia física ni verbal mientras los agentes lo rodean y lo conducen fuera del lugar, lo que evidencia que su acción fue un ejercicio no violento de libertad de expresión. Este comportamiento respalda las afirmaciones de organizaciones de derechos humanos sobre la naturaleza pacífica de su protesta y la desproporción de la respuesta estatal.
Amnistía Internacional lo declaró preso de conciencia, reconociendo que fue encarcelado únicamente por ejercer pacíficamente sus derechos humanos, como la libertad de expresión. Human Rights Watch lo identificó como preso político, señalando que su detención está motivada por razones políticas.
Este incidente constituye una puesta en práctica documentada del "Town Square Test"   y ofrece evidencia irrefutable sobre la naturaleza represiva del sistema cubano. La reacción inmediata y severa del gobierno cubano ante la pacífica expresión pública de Robles refuerza la caracterización de Cuba como una sociedad del miedo, en la cual las libertades fundamentales de expresión y manifestación pacífica están fuertemente restringidas.